# NGC 319
NGC 319 es una galaxia espiral barrada de la constelación de Fénix. 
Fue descubierta el 5 de septiembre de 1834 por el astrónomo John Herschel.